# オリンパス ペン E-P2

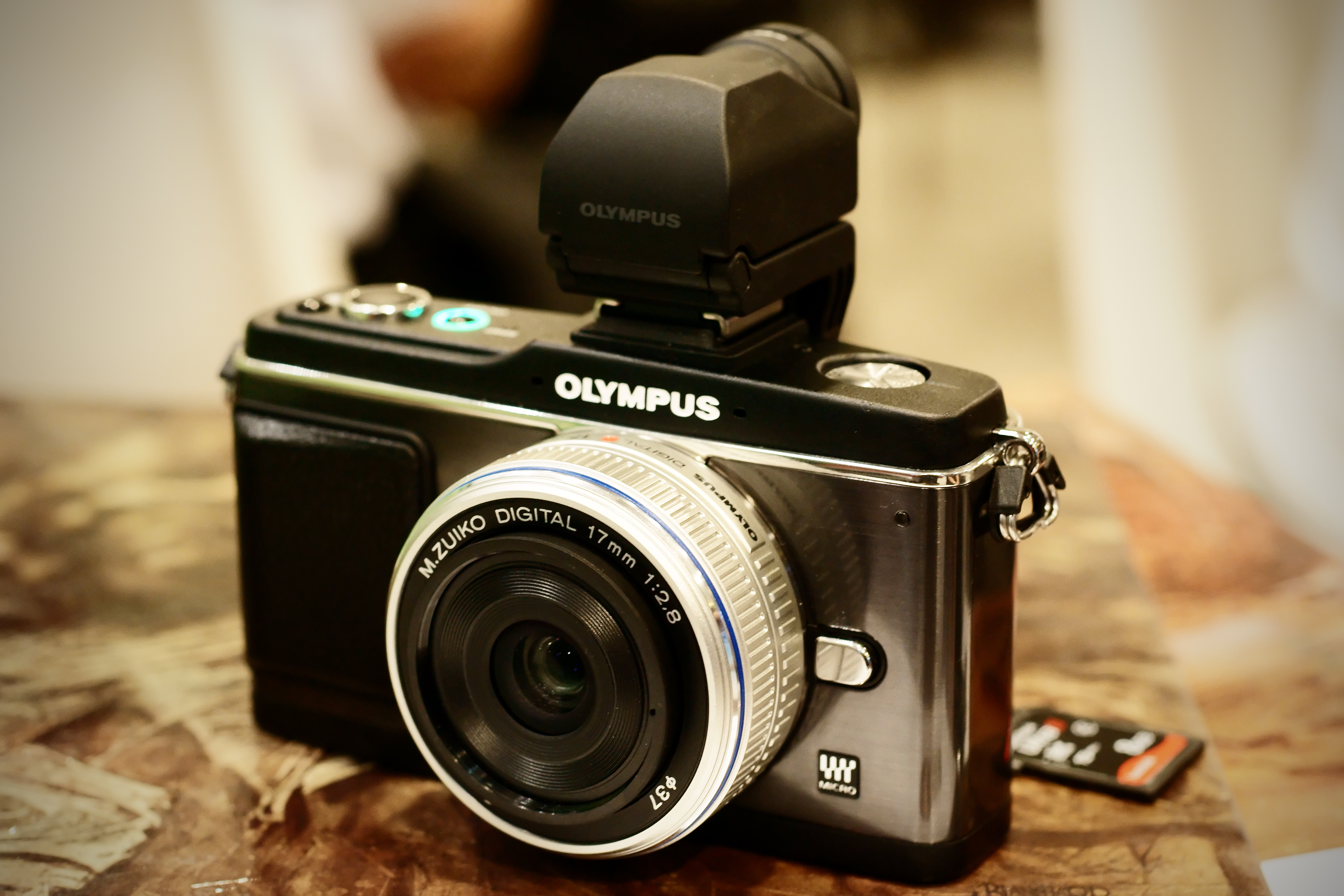
PEN E-P2

ペン E-P2（PEN E-P2 ）は、オリンパスが製造・販売するミラーレス式一眼デジタルカメラ（マイクロ一眼デジタルカメラ）である。マイクロフォーサーズシステムを採用している。2009年12月4日に発売された。同年7月3日発売のオリンパス PEN E-P1の上位機種にあたる。デジタル版ペン シリーズの第二弾となる。

## 概要
オリンパスとしては2機種目のマイクロフォーサーズシステムの一眼デジタルカメラで、第1号機であるE-P1の上位機種にあたる。日本国外では2009年 11月5日、日本では同12日に正式発表された。
第1号機の E-P1との最大の相違点は、アクセサリーポートを設け、オリンパスがライブファインダーと呼ぶ外付け電子ビューファインダーを装着可能としたことである。対応する電子ビューファインダーVF-2は別売りで、視野率100%、倍率1.15倍、約144万ドット。
また、アートフィルターにジオラマとクロスプロセスの2モードが追加されたこと、仕上がりモードにi-FINISHが追加されたこと、動体追尾AF機能が付加されたこともE-P1との相違点である。
ボディカラーは、E-P1がシルバー及びホワイトであったのに対して、E-P2ではシルバー及びブラックが用意された。シルバーモデルは、E-P1では黒だったグリップがブラウンにされている。
本体カラーのほかには、アクセサリーポートを設けたことにより、ホットシュー部が盛り上がっている点がE-P1との外観上の相違点である。ただし、仕様上の本体サイズは突出部を含まないためE-P1と同サイズとされている。また、重さも335gと、アクセサリーポートを設けたことによる増加はない。

## 仕様
| 撮像素子            | 4/3型ハイスピードLiveMosセンサー 17.3mm×13.0mm                                                                                |
| 有効画素数          | 1230万画素 |
| レンズマウント      | マイクロフォーサーズシステム・マウント                                                                                        |
| AF方式              | ハイスピードイメージャAF |
| 測距点              | 11点 |
| 測光方式            | TTL撮像センサー測光（324分割デジタルESP測光、中央部重点平均測光、スポット測光、スポット測光 ハイライト / シャドーコントロール |
| 連続撮影            | 約3コマ/秒 |
| ISO感度             | ISO100 〜 ISO6400 |
| ホワイトバランス    | オート / プリセット 3000-7500k / CWB / ワンタッチ                                                                             |
| シャッター速度      | 60秒 〜 1/4000秒 |
| 手ぶれ補正          | 内蔵式（最大4EV） |
| ファインダー        | 内蔵なし（別売電子ビューファインダーVF-2を外付け可能）                                                                        |
| 液晶モニタ          | 3型ハイパークリスタル液晶・23万画素                                                                                           |
| フラッシュ          | 内蔵なし（外付け可能） |
| 記録媒体            | SD/SDHCメモリーカード |
| 電源                | 専用リチウムイオン充電池 BLS-1                                                                                                |
| 本体サイズ（W×H×D） | 120.5(W)×70.0(H)×35.0(D)mm |
| 質量（本体のみ）    | 335g |